# Herbert Schneider (Politiker, 1915)
Herbert Schneider (* 23. November 1915 in Straßburg, Elsass; † 12. Dezember 1995 in Königswinter) war ein deutscher Luftwaffenoffizier und Politiker (DP, seit 1967 CDU).

## Biografie
Schneider war der Sohn eines Kaufmanns. Nach dem Besuch der Volksschulen in Königswinter und St. Blasien zog er 1918 nach Berlin und besuchte dort eine Volksschule und anschließend das Kaiserin-Augusta-Gymnasium in Charlottenburg.

### Soldat
Nach dem Abitur besuchte er ab 1935 die Marineschule Mürwik in Flensburg-Mürwik und trat danach als Fahnenjunker in die Fliegerschule der Luftwaffe in Fürth ein. Am 1. April 1936 wurde er zum Leutnant befördert und ab 1937 gehörte er dem Kampfgeschwader 157 Boelcke (ab Mai 1939: Kampfgeschwader 27 „Boelcke“) an. Nachdem ihm am 1. September 1939 die Beförderung zum Oberleutnant erreichte, wechselte er in die 5. Staffel des Kampfgeschwaders 30. Am 12. Mai 1940 wurde er beim Überfall auf die Niederlande mit seiner Junkers Ju 88A von Defiant und Spitfire-Jagdflugzeugen angegriffen. Zwischen Hazerwoude und Koudekirk, 10 km östlich von Leiden, geriet er in alliierte Kriegsgefangenschaft. Er war schwer verletzt, verlor unter anderen den linken Arm, konnte aber nach dem siegreichen Ende des Westfeldzugs wieder zur Luftwaffe zurückkehren.
Dennoch unternahm er auch nur mit einem Arm während des Krieges weiterhin Kurier- und Transportflüge nach Norwegen und Italien mit einer Junkers Ju 52. Zuletzt bekleidete er von 1944 bis Kriegsende 1945 den Rang eines Hauptmanns im Generalstab des Oberkommandos der Luftwaffe. Nach dem Krieg wohnte er zunächst in Bremerhaven im Leher Ortsteil Speckenbüttel.

### Politik
1946 trat Schneider in Bremen der rechtskonservativen Deutschen Partei (DP) bei. Vom 22. Oktober 1947 bis 1962 war er Mitglied der Bremischen Bürgerschaft und  Fraktionsvorsitzender der DP-Fraktion. Zugleich war er Stadtverordneter in der Bremerhavener Stadtverordnetenversammlung. Von 1951 bis 1953 war er Generalsekretär der DP. 1953 wurde er in den Deutschen Bundestag gewählt, dem er bis 1961 angehörte. Er war seit 1957 auch hier DP-Fraktionsvorsitzender und der Wehrexperte seiner Partei. 
1958 bis 1960 war Schneider stellvertretender Bundesvorsitzender seiner Partei; nach dem Austritt von Heinrich Hellwege, dem er auf dem Bundesparteitag im Mai 1960 in Heilbronn mit 130 zu 144 Stimmen noch knapp unterlegen war, wurde er der letzte DP-Vorsitzende vor der Fusion mit dem GB/BHE.
Nach Gründung der Gesamtdeutschen Partei wurde Schneider gemeinsam mit Frank Seiboth gleichberechtigter Bundesvorsitzender, verließ die Partei aber bereits 1962. 1967 trat er in die CDU ein. Von 1969 bis 1972 war Schneider erneut Bundestagsabgeordneter.

### Beruf und weitere Aktivitäten
Er war in verschiedenen Vereinen und Verbänden des Luftfahrtswesen, der Heimkehrer und im Kuratorium unteilbares Deutschland vertreten. 1957 hat er auf dem Flugplatz Bonn/Hangelar wieder eine Fluglizenz erworben und flog als Ersatz für seinen linken Arm mit einer Prothese. Ab 1962 war er Geschäftsführer des Bundesverbandes der Deutschen Luft- und Raumfahrtindustrie in Bad Godesberg.

## Ehrungen
- 1980: Großes Verdienstkreuz der Bundesrepublik Deutschland